# St-Joseph (La Bourboule)

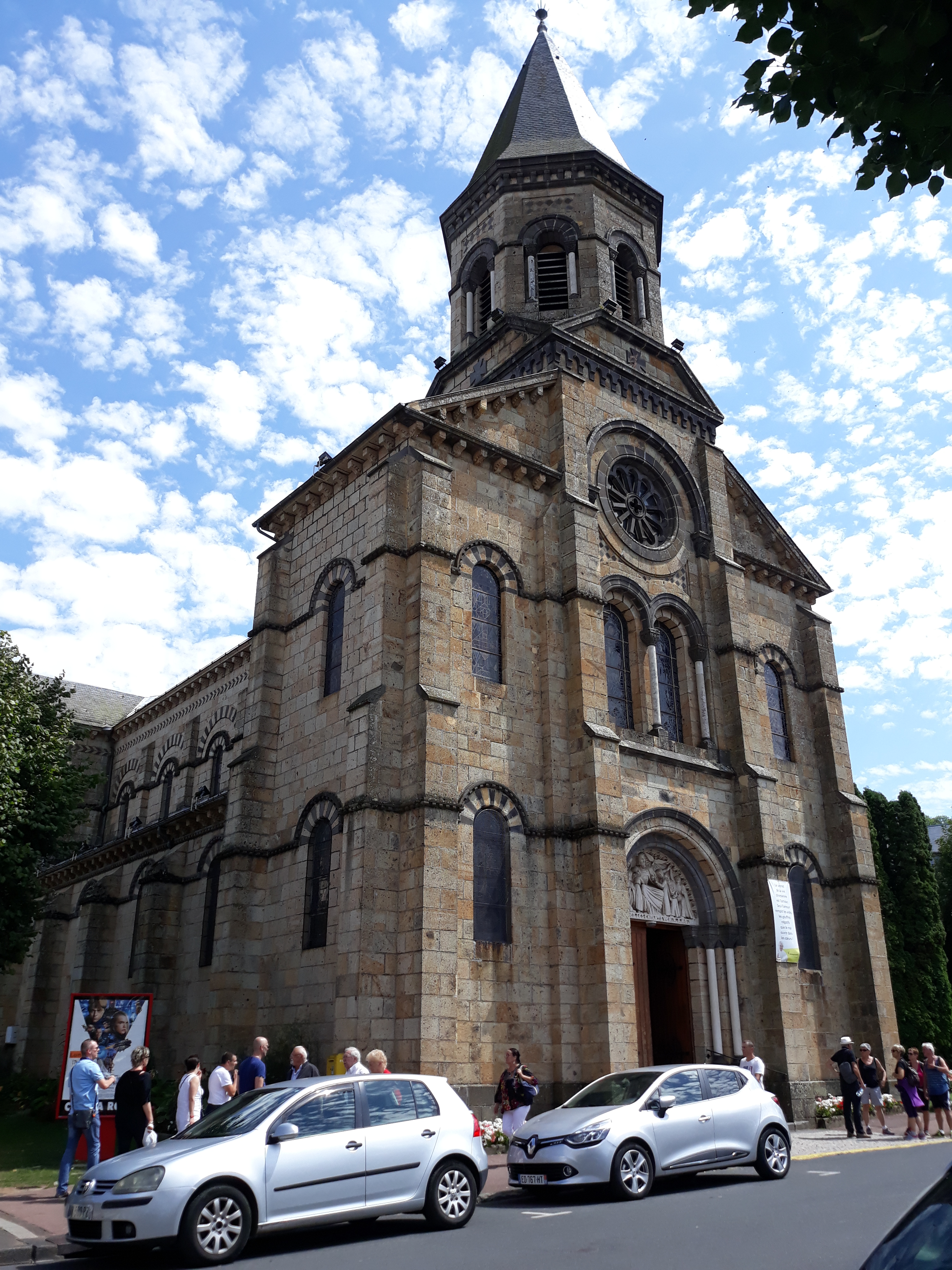
Saint-Joseph in La Bourboule (Vorderansicht)

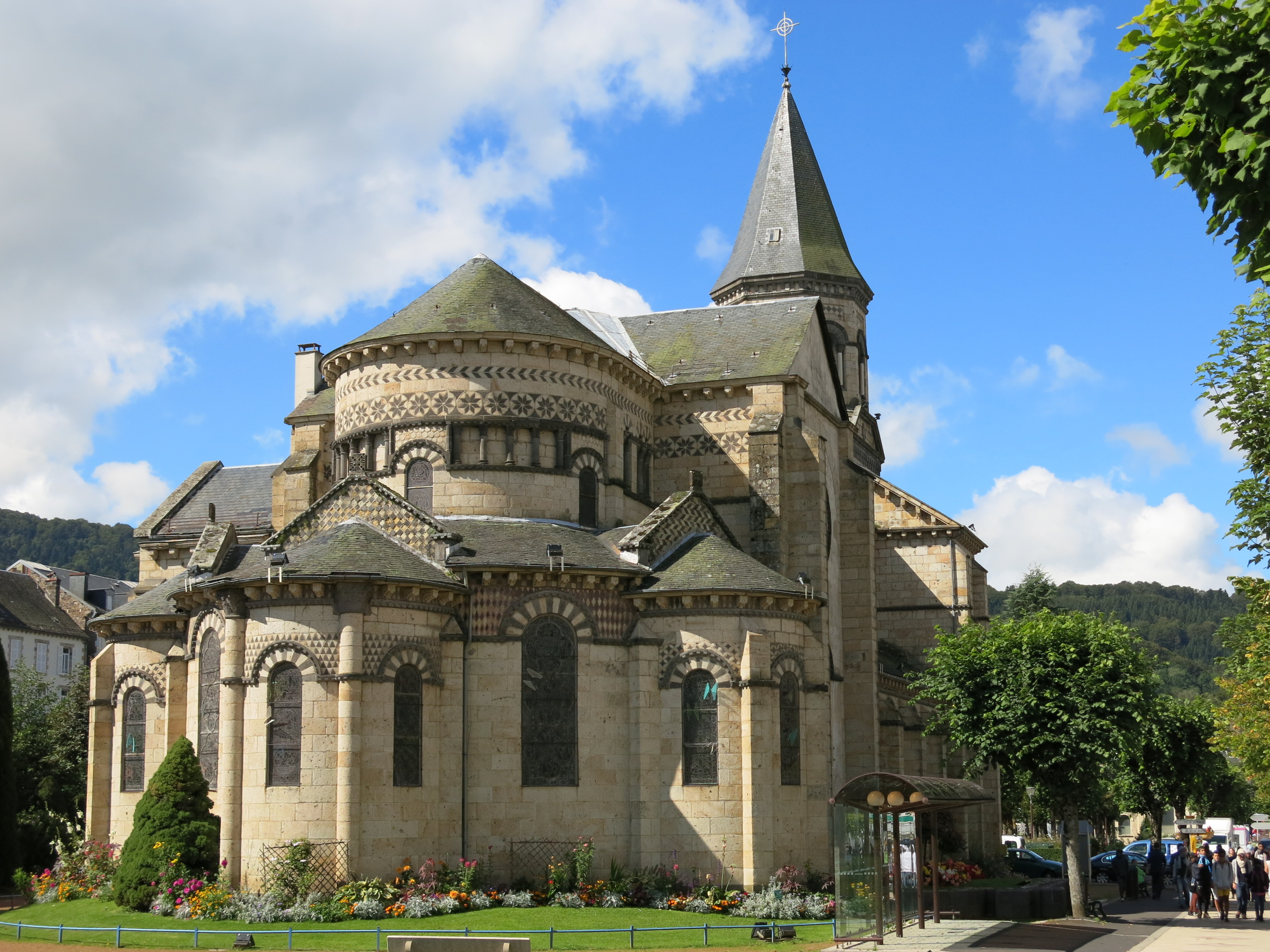
Saint-Joseph in La Bourboule (Apsis)

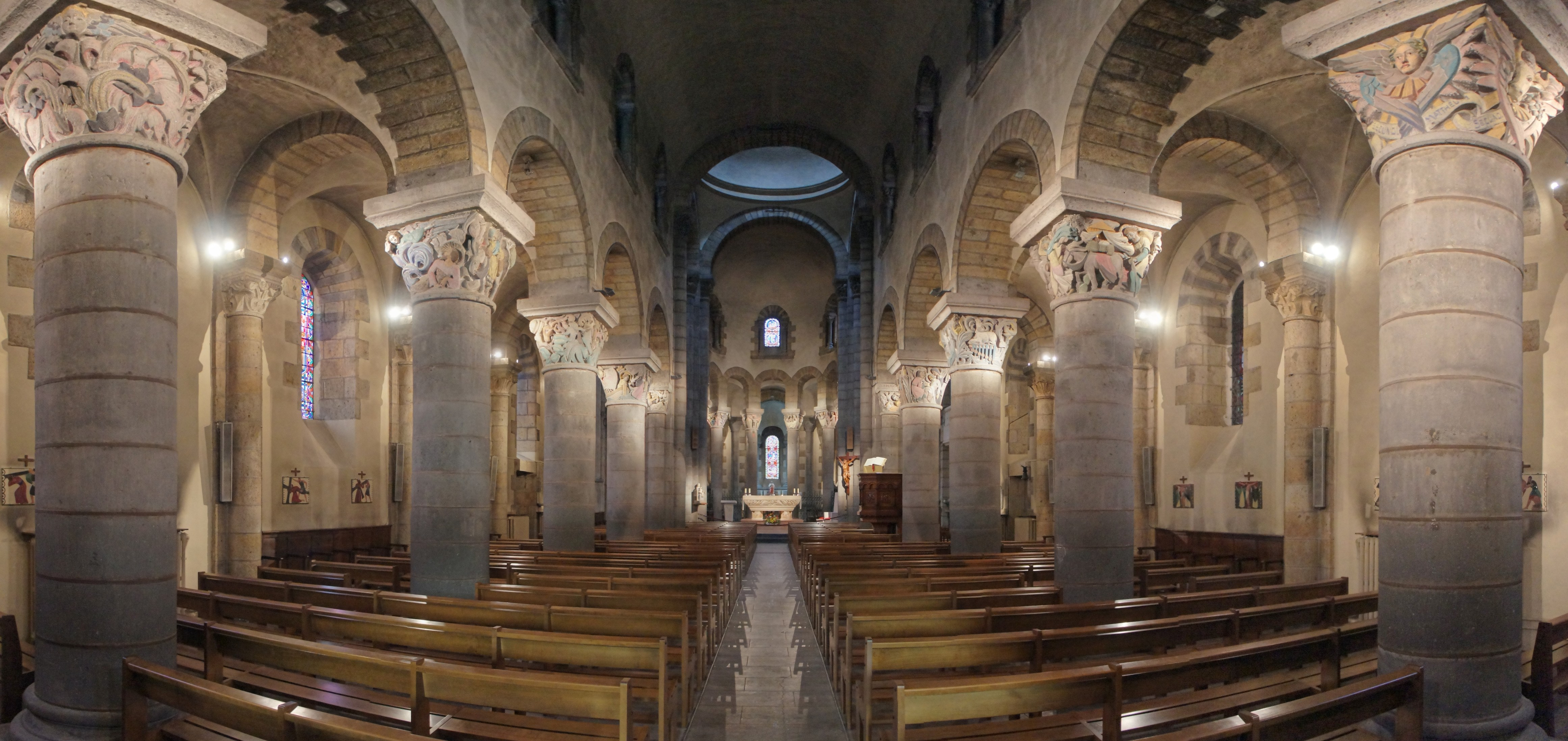
Saint-Joseph in La Bourboule (Innenansicht)

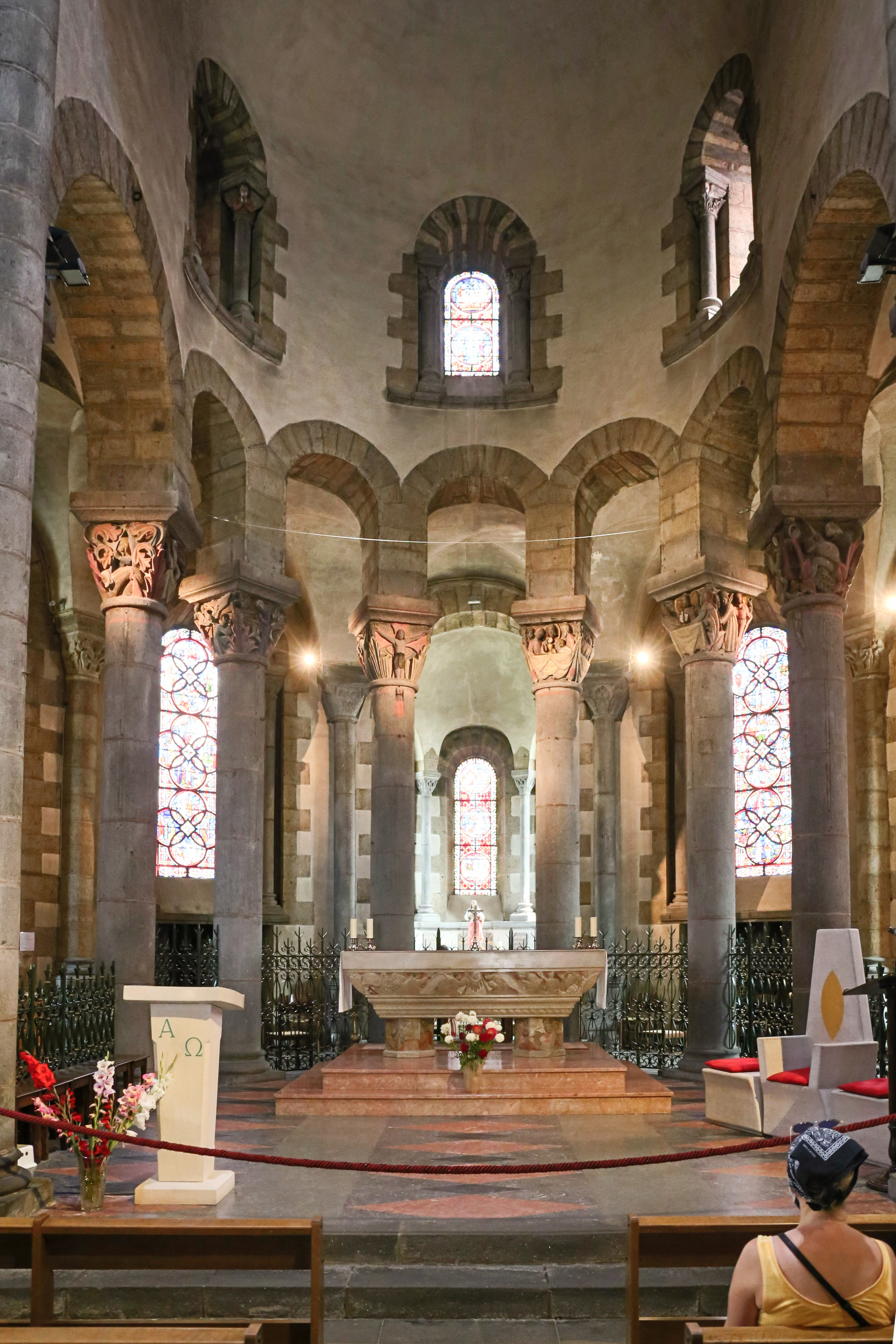
Saint-Joseph in La Bourboule (Altarraum)

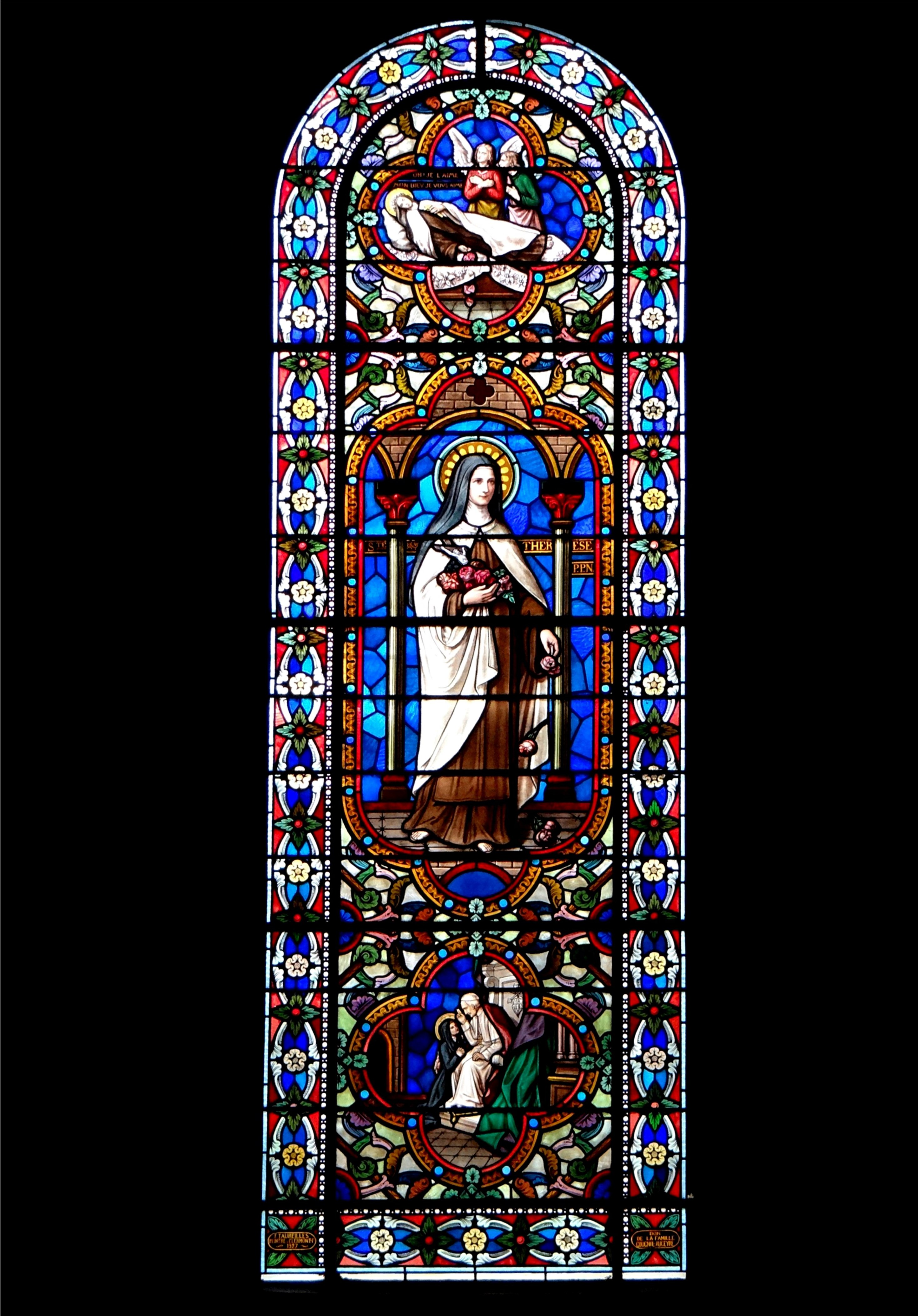
Saint-Joseph in La Bourboule(Glasfenster mit Darstellung der heiligen Therese von Lisieux)

Die Kirche Saint-Joseph ist eine römisch-katholische Kirche in der französischen Gemeinde La Bourboule in der Auvergne. Sie gehört zum Erzbistum Clermont. Sie ist im Inventaire général du patrimoine culturel der Base Mérimée verzeichnet.

## Lage und Patrozinium
Die geostete Kirche steht im Zentrum von La Bourboule wenige Meter östlich des Kurhauses. Sie ist zu Ehren des heiligen Josef geweiht. Die Kirche gehört zur (22 Gemeinden umfassenden) Pfarrei Paroisse Sainte Bernadette des Dores.

## Geschichte und Stil
Erst 1875 wurde La Bourboule selbständige Gemeinde und begann einen kometenhaften Aufstieg als bedeutender Badeort. 1884 wurde der Architekt Antoine Gardin Bürgermeister. Er legte Pläne für ein angemessenes Gotteshaus vor und ließ den Bau ab 1885 durch den Architekten Jean-Baptiste Sève errichten. Die Einweihung erfolgte am 2. Juli 1888 durch Bischof Boyer von Clermont. 1898 kam durch den Architekten Amable Bargeon ein Glockenturm hinzu, der 1902 eingeweiht wurde. Die Glocken stammen aus der Glockengießerei Ferdinand Burdin (Lyon).
Das Kirchengebäude, das sich eng an die Auvergnatische Bauschule der Romanik anlehnt, ist ein typisches Produkt der Neoromanik. Die größte Ähnlichkeit besteht zur benachbarten Kirche Saint-Nectaire.

## Ausstattung
Auffälligster Innenschmuck sind die 1941 von Henri Charlier (1883–1975) gefertigten 20 Kapitelle aus hellem Lavastein. Sie zeigen Szenen aus dem Leben des heiligen Josef und Christi sowie weitere biblische Motive. Von Henri Charlier stammen ferner das Tympanon („Lasset die Kindlein zu mir kommen“, 1945), der Altar (1952), ein eucharistischer Schrank (1952) sowie Statuen der heiligen Therese von Lisieux (1950) und von Johanna von Orléans (1951–1952). Weitere Statuen verkörpern den Pfarrer von Ars, Antonius von Padua, das Herz Jesu, Josef, der den kleinen Jesus an der Hand hält, die Jungfrau Maria, Maria mit dem toten Christus (von Guy Sarliève, 1935–2013), eine romanische Maestà. Ein Kruzifix ist von 1793. Die Kanzel ist aus Holz gearbeitet. Ferner besteht eine Herz-Jesu-Kapelle zur ewigen Anbetung.
Die zahlreichen Glasfenster stammen von Félix Gaudin. Sie zeigen folgende Motive (umlaufend von hinten links bis hinten rechts): 1. Johannes der Täufer. 2. Katharina von Siena. 3. Erzengel Michael (unten), Margareta Maria Alacoque (oben). 4. Marienerscheinung von Lourdes (unten), Germaine Cousin, 1579–1601. (oben) 5. Johanna von Orléans (unten), heiliger Josef (oben). 6. Evangelist Johannes (unten), Genoveva von Paris (oben). 7. Matthäus (unten), Bernadette Soubirous (oben). 8. Therese von Lisieux (unten), Adam und Eva (oben). 9. Leben und Sterben Mariens. 10. Heiliger Josef (3 Szenen, unten), Passion Christi (oben). 11. Das Heil. 12. Herz Jesu (unten), Passion Christi (oben). 13. Sünde und Vergebung (3 mal 4 Medaillons). 14. Jungfrau Maria (unten), Passion Christi (oben). 15. Unbefleckte Jungfrau Maria (3 mal 4 Medaillons). 16. Allerheiligstes (5 Medaillons, unten), Pfarrer von Ars (oben). 17. Lukas. 18. Anna und Maria (unten), Johannes der Täufer (oben). 19. Heiliger Ludwig (unten), Heilige Familie in der Werkstatt (oben). 20. Jeanne de Chantal (unten), Franz Xaver (oben). 21. Franz von Sales (unten), Vinzenz von Paul (oben). 22. Jesus mit seinem Lieblingsjünger. 23. Antonius von Padua (oben).
Ein als Kruzifix mit liegendem Soldat gestaltetes Gefallenendenkmal verzeichnet für den Ersten Weltkrieg 80 Namen, für den Zweiten Weltkrieg 9 Namen, ferner 10 Tote aus Résistance und Deportation, 3 in Gefangenschaft und 2 in Indochina.
Die mit Empore ausgestattete Kirche ist ohne Orgel.